# Раунд-Лейк (тауншип, округ Джэксон, Миннесота)
Раунд-Лейк (англ. Round Lake) — тауншип в округе Джэксон, Миннесота, США. На 2000 год его население составило 202 человека.

## География
По данным Бюро переписи населения США площадь тауншипа составляет 92,8 км², из которых 87,5 км² занимает суша, а 5,3 км² — вода (5,67 %).

## Демография
По данным переписи населения 2000 года здесь находились 202 человека, 83 домохозяйства и 60 семей.  Плотность населения —  2,3 чел./км².  На территории тауншипа расположено 93 постройки со средней плотностью 1,1 построек на один квадратный километр. Расовый состав населения: 96,04 % белых, 3,96 % — других рас США. Испанцы или латиноамериканцы любой расы составляли 3,96 % от популяции тауншипа.
Из 83 домохозяйств в 28,9 % воспитывались дети до 18 лет, в 69,9 % проживали супружеские пары, в 1,2 % проживали незамужние женщины и в 27,7 % домохозяйств проживали несемейные люди. 27,7 % домохозяйств состояли из одного человека, при том 7,2 % из — одиноких пожилых людей старше 65 лет. Средний размер домохозяйства — 2,43, а семьи — 2,98 человека.
25,7 % населения — младше 18 лет, 5,4 % — в возрасте от 18 до 24 лет, 22,3 % — от 25 до 44, 35,1 % — от 45 до 64, и 11,4 % — старше 65 лет. Средний возраст — 42 года. На каждые 100 женщин приходилось 124,4 мужчин.  На каждые 100 женщин старше 18 приходилось 114,3 мужчин.
Средний годовой доход домохозяйства составлял 33 438 долларов, а средний годовой доход семьи —  35 417 долларов. Средний доход мужчин —  25 750  долларов, в то время как у женщин — 20 938. Доход на душу населения составил 18 982 доллара. За чертой бедности находились 10,4 % семей и 11,8 % всего населения тауншипа, из которых 20,3 % младше 18 и 5,9 % старше 65 лет.